# Våra fula visor
Våra fula visor är ett studioalbum från 1977 med Lasse Green (pseudonym för Peter Himmelstrand), Rosa (pseudonym för Rosemarie Gröning), Mona Wessman, Håkan Nilson och Bert Östlund. På skivan medverkar även Olle Karlsson med dragspel och Tonny Lindberg med gitarr.
De oanständiga visorna kommer, med något undantag, ur Fula visboken som kom ut samma år, redigerad av folkloristerna Bengt af Klintberg och Christina Mattsson.
Skivan är i samma genre som Folklår, våra allra fulaste visor, som kom ut samma år, som också hämtat sitt material ur Fula visboken. Unikt för "Våra fula visor" är bland annat första spåret "Sluta röka" med texten:
| ” | Sluta röka och sluta kröka så får du mera ork att göka | „ |

## Låtlista
Sida 1
1. "Sluta röka"
2. "Min mus sitter i grana"
3. "Då tänker jag på ..."
4. "När jag var liten"
5. "Skomakarn"
6. "Fast jag ej har"
7. "Det bodde en fru i No-No-Norden"
8. "Gammal man"
9. "Flicka lilla"
10. "Kom till mej"
11. "Ära vare Gud"
12. "Drängen han satt i trappa och grät"
13. "Snus är snus"
14. "Uti en lund en aftonstund"
15. "Nu är det sommar"

Sida 2
1. "Gäddorna leker"
2. "Brittas fitta"
3. "Rullan går"
4. "Jag har en tjej serru"
5. "Här kommer en som vill ta musen"
6. "Bonden stod på logen"
7. "Våra getter"
8. "Tre pigor"
9. "Ack, ljuvelig tid"
10. "En flicka ung och fager"
11. "Se himmelen klar"
12. "Tre jungfrur"
13. "Jag gick mej ut bordus"
14. "Jag ska sjunga"
15. "En liten vallepilt"
16. "Jag tror att jag mödomen mist"
17. "Hej lustigt"